# Episodi de I rangers della foresta (prima stagione)
La prima stagione della serie televisiva I rangers della foresta (The Forest Rangers) è andata in onda in Canada nel 1963 sulla CBC.
| nº | Titolo originale         | Prima TV Canada | Titolo italiano | Prima TV Italia |
| -- | ------------------------ | --------------- | --------------- | --------------- |
| 1  | Foster Boy               | 07/12/1963      |                 |                 |
| 2  | The Prospector           | 1963            |                 |                 |
| 3  | Spike the Dog            | 1963            |                 |                 |
| 4  | Beaver Poachers          | 1963            |                 |                 |
| 5  | The Horse Doctor         | 1963            |                 |                 |
| 6  | The Bear Trap            | 1963            |                 |                 |
| 7  | Bird Watchers            | 1963            |                 |                 |
| 8  | Indian Joe's Story       | 1963            |                 |                 |
| 9  | The Chase                | 1963            |                 |                 |
| 10 | High Graders             | 1963            |                 |                 |
| 11 | Mississauga Rattler      | 1963            |                 |                 |
| 12 | The Dog                  | 1963            |                 |                 |
| 13 | Dog Catcher              | 1963            |                 |                 |
| 14 | Brannigan's Daughter     | 1963            |                 |                 |
| 15 | Timmy                    | 1963            |                 |                 |
| 16 | The Liar                 | 1963            |                 |                 |
| 17 | Rescue                   | 1963            |                 |                 |
| 18 | Uncle Raoul and the Bear | 1963            |                 |                 |
| 19 | Bear Story               | 1963            |                 |                 |
| 20 | The Horse                | 1963            |                 |                 |
| 21 | The Proof                | 1963            |                 |                 |
| 22 | Secret Drawer            | 1963            |                 |                 |
| 23 | The Souvenir             | 1963            |                 |                 |
| 24 | Rolling Stones           | 1963            |                 |                 |
| 25 | The Balloon              | 1963            |                 |                 |
| 26 | The Poacher              | 1963            |                 |                 |
| 27 | The Loner                | 1963            |                 |                 |
| 28 | The Pitfall              | 1963            |                 |                 |
| 29 | Keeley's Cousin          | 1963            |                 |                 |
| 30 | Kidnapped                | 1963            |                 |                 |
| 31 | Chub's Story             | 1963            |                 |                 |
| 32 | Tex Bailey the Hero      | 1963            |                 |                 |
| 33 | The Wolverine            | 1963            |                 |                 |
| 34 | Survival                 | 1963            |                 |                 |
| 35 | The Colonel              | 1963            |                 |                 |
| 36 | The Deputy               | 1963            |                 |                 |
| 37 | The Dentist's Dilemma    | 1963            |                 |                 |
| 38 | A Christmas Story        | 1963            |                 |                 |
| 39 | Odd Numbers              | 1963            |                 |                 |
| 40 | The Game Reserve         | 1963            |                 |                 |

## Foster Boy
- Prima televisiva: 1963

### Trama
- Guest star: Michael Tully (Johnny O'Reilly), Larry Reynolds (Ted Graves)

## The Prospector
- Prima televisiva: 1963

### Trama
- Guest star: Norman Des Roches (operatore radio)

## Spike the Dog
- Prima televisiva: 1963

### Trama
- Guest star: Rolland Bédard (zio Raoul), Ed McGibbon (Policeman Donovan), Bill Cole (Smith)

## Beaver Poachers
- Prima televisiva: 1963

### Trama
- Guest star: Dinah Christie (Gwennie), James Barron (Steve), Jonathan White (Hank), John Paris (Fire Boss)

## The Horse Doctor
- Prima televisiva: 1963

### Trama
- Guest star: Michael Tully (Johnny O'Reilly), Tom Harvey (Brody), Eric Clavering (Shingwauk)

## The Bear Trap
- Prima televisiva: 1963

### Trama
- Guest star: Ron Hartmann (Smith), Frank Mathias (Field Ranger), Norman Des Roches (operatore radio)

## Bird Watchers
- Prima televisiva: 1963

### Trama
- Guest star: Ivor Barry (professore Black), John Vernon (Adams), Allan Blye (Hill)

## Indian Joe's Story
- Prima televisiva: 1963

### Trama
- Guest star: Ben Lennick (Gibson), Doug Master (Mr. McAllister), Michael Tully (Johnny O'Reilly), Raymond Bellew (Edy Jones), Alexander Webster (Mr. Jones), Billyann Balay (ragazza)

## The Chase
- Prima televisiva: 1963

### Trama
- Guest star: Les Rubie (negoziante), Kurt Schiegl (Al), Simon Tully (Timmy Forbes), Sydney Brown (Macpherson), Art Jenoff (Maxie), Ron Taylor (Mitch), John Paris (Charlie), Norman Des Roches (operatore radio)

## High Graders
- Prima televisiva: 1963

### Trama
- Guest star: Kenneth Ponzo (Herbert), Sean Sullivan (Clarke), Marc Strange (Johnson)

## Mississauga Rattler
- Prima televisiva: 1963

### Trama
- Guest star: Elliott Zimmerman (Willie Lloyd), Aileen Seaton (Mrs. Lloyd), Henry Comor (Mr. Lloyd), Karen Ponzo (Effie Lloyd)

## The Dog
- Prima televisiva: 1963

### Trama
- Guest star: Rolland Bédard (zio Raoul), Mira Pawluk (Marie), Gerard Parkes (Michael Flynn)

## Dog Catcher
- Prima televisiva: 1963

### Trama
- Guest star: Rolland Bédard (zio Raoul), Alan Crofoot (Parker), Jan Rubes (Gregor Kowalski)

## Brannigan's Daughter
- Prima televisiva: 1963

### Trama
- Guest star: Michael Tully (Johnny O'Reilly), Janis Orenstein (Susannah Brannigan), Gillie Fenwick (Mr. Brannigan)

## Timmy
- Prima televisiva: 1963

### Trama
- Guest star: Patricia Tully (Mrs. Forbes), Simon Tully (Timmy Forbes), Michael Tully (Johnny O'Reilly), Arch McDonnell (Dave Forsythe)

## The Liar
- Prima televisiva: 1963

### Trama
- Guest star: Leslie Yeo (Fred), Frank Mathias (Charlie)

## Rescue
- Prima televisiva: 1963

### Trama
- Guest star: Anthony Kramreither (Karl Hauptmann), Norman Des Roches (operatore radio)

## Uncle Raoul and the Bear
- Prima televisiva: 1963

### Trama
- Guest star: Norman Des Roches (operatore radio), Rolland Bédard (zio Raoul)

## Bear Story
- Prima televisiva: 1963

### Trama
- Guest star: Charles Palmer (Sandy Potter), Murray Westgate (Elmer Gallagher)

## The Horse
- Prima televisiva: 1963

### Trama
- Guest star: Barry Lavender (Greening), Norman Ettlinger (Edwards)

## The Proof
- Prima televisiva: 1963

### Trama
- Guest star: Cec Linder (O'Brien), Glynne Morris (Campbell), Jan Rubes (Jaworski), Alan Pearce (Maguire)

## Secret Drawer
- Prima televisiva: 1963

### Trama
- Guest star: Tony Van Bridge (Pat Armstrong), James Douglas (Charlie Armstrong), Hugh Watson (Auctioneer)

## The Souvenir
- Prima televisiva: 1963

### Trama
- Guest star: John Horton (Mr. Mitchell), Iréna Mayeska (Mrs. Mitchell)

## Rolling Stones
- Prima televisiva: 1963

### Trama
- Guest star: Rolland Bédard (zio Raoul), William Needles (Joseph Kearney), Hugh Webster (Willie Quinn)

## The Balloon
- Prima televisiva: 1963

### Trama
- Guest star: John Bethune (Elford), Doug Master (Arnold Quaite), Phyllis Stewart (Betty Quaite)

## The Poacher
- Prima televisiva: 1963

### Trama
- Guest star: George Luscombe (Burke), Bill Glover (Morgan)

## The Loner
- Prima televisiva: 1963

### Trama
- Guest star: Cec Linder (Harry Rogers), Sean Mulcahy (Morrie Noskins)

## The Pitfall
- Prima televisiva: 1963

### Trama
- Guest star: Charles Palmer (Mr. Potter), Allan Bertram (Bayl), Jim Begg (Sammy)

## Keeley's Cousin
- Prima televisiva: 1963

### Trama
- Guest star: Norman Ettlinger (maggiore Nigel Keeley), Norman Des Roches (operatore radio)

## Kidnapped
- Prima televisiva: 1963

### Trama
- Guest star: Lynne Gorman (Mrs. Baker), Frank Aldous (Merv Baker), Max Helpmann (Ed Jackson), John Mackin (Johnson)

## Chub's Story
- Prima televisiva: 1963

### Trama
- Guest star: Larry Reynolds (Ted Graves), Vernon Chapman (Mr. Smith)

## Tex Bailey the Hero
- Prima televisiva: 1963

### Trama
- Guest star: Matthew Ferguson (Danny Bailey), Bill Walker (Tex Bailey)

## The Wolverine
- Prima televisiva: 1963

### Trama
- Guest star: Eric Clavering (Shingwauk), Frank Mathias (Charlie)

## Survival
- Prima televisiva: 1963

### Trama
- Guest star: Stephen Johns (Bert), Paul Leaver (Bill), William Osler (Mr. Norton), Paul Tully (Ronnie), Frank Mathias (Charlie)

## The Colonel
- Prima televisiva: 1963

### Trama
- Guest star: Max Helpmann (colonnello Gordon), Ryck Rydon (Jake), James Pedone (Ed)

## The Deputy
- Prima televisiva: 1963

### Trama
- Guest star: Charmion King (Juliette Davis), Jacques Scott (Nelson Davis), Tom Harvey (Brody), George Murray (Robinson)

## The Dentist's Dilemma
- Prima televisiva: 1963

### Trama
- Guest star: Len Birman (Benton), Jack Creley (Doc Huntley), Barbara Pierce (Denise LaGarde), Mervyn Drake (Charles LaGarde), John 'Frenchie' Berger (Frenchy)

## A Christmas Story
- Prima televisiva: 1963

### Trama
- Guest star: Len Birman (Amik), John Mackin (Johnson)

## Odd Numbers
- Prima televisiva: 1963

### Trama
- Guest star: Leslie Yeo (Fred), Frank Perry (Campbell), Barbara Pierce (Denise LaGarde), Mervyn Blake (Charles LaGarde), Claude Rae (cliente)

## The Game Reserve
- Prima televisiva: 1963

### Trama
- Guest star: Don Francks (Sanders), John 'Frenchie' Berger (Jack Brass)